# Paramphisopus palustris
Paramphisopus palustris là một loài chân đều trong họ Amphisopidae. Loài này được Glauert miêu tả khoa học năm 1924.